# 張鶴齡 (明朝)
張鶴齡（？—1538年），明朝直隶兴济县（今河北省青县）人。
明孝宗孝康张皇后之弟。父亲张峦。张峦曾任寿宁伯，后为寿宁侯，后赠昌国公。张峦死后，张鹤龄承继父位为寿宁侯，其弟张延龄也进封为侯。張鶴齡、张延龄兄弟横行骄肆，屡夺民产，多次犯法，为御史弹劾。明孝宗派侍郎即屠勋、宦官萧敬调查，查明属实。明孝宗游南宫，召张鹤龄兄弟入宫侍奉，酒喝到一半，皇上单独给张鹤龄谈话，使他从此后处世稍稍有所收敛。明武宗正德年间，张鹤龄升任太傅。明世宗即位，因有迎立皇帝之功，加封昌国公。嘉靖十二年（1533年）因其姐曾抑世宗生母蒋太后，弟张延龄杀人犯罪，他被牵连革爵，谪贬南京锦衣卫指挥同知。后有人告发张氏兄弟左道祝诅，于是从南京逮赴诏狱，在狱中病死。张太后驾崩，张延龄在西市被杀。